# Alexander Alexandrowitsch von Bilderling

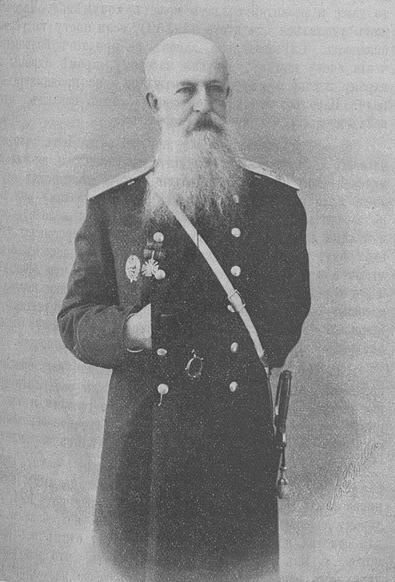
Alexander von Bilderling

Alexander Alexandrowitsch von Bilderling (russisch Александр Александрович фон Бильдерлинг; wissenschaftliche Transliteration Aleksandr Aleksandrovič fon Bil'derling, * 23. Junijul. / 5. Juli 1846greg. in Sankt Petersburg; † 13. Julijul. / 26. Juli 1912greg. in Zarskoje Selo) war ein Kavalleriegeneral in der russischen Armee. Er war bekannt für seine Abhandlungen über historische Themen, insbesondere über das Leben Lermontows, und für seine Skulpturen. Den Höhepunkt seiner Karriere erreichte er während des Russisch-Japanischen Kriegs (1904–1905).

## Biographie
Alexander von Bilderling entstammte einer deutsch-baltischen Aristokraten-Familie aus Kurland, die zum orthodoxen Glauben konvertierte. Sein Vater Alexander Otto Hermann Gregorjewitsch von Bilderling (1805–1873) war General-Leutnant der Garde. Sein Großvater, Georg Friedrich Sigismund von Bilterling (1767–1829) war lutherischer Pastor in Mitau, (heute Jelgava), Professor der Theologie, Philosoph und Schriftsteller. Seine Mutter entstammte der untitulierten russisch-polnischen Adelsfamilie Doliwo-Dobrowolski.
Er war der Bruder des Ingenieurs Baron Peter von Bilderling, auf Sapolje bei Luga, russ. Offizier der Garde.
Alexander heiratete 1878 Sofia Pawlowna Wolkowa. Aus dieser Ehe entstammten Sophia (1881–?) und Peter (1885–1935 in Nizza), Berater am Hof, Mitglied der Staatskanzlei und Mitglied des Verwaltungsrates des Waisenhauses „Prinz P.G. Oldenburg“. Aus der unehelichen Verbindung mit der verwitweten Antonia Hake, geb. Koc, entstammte die Tochter Aleksandra Hake (1893–1948).
Alexander von Bilderling wurde am Pagenkorps in Sankt Petersburg ausgebildet. Er absolvierte die Ausbildung als einer der Besten (sein Name wurde in einer Marmorplatte verewigt).
Er wurde auf dem Nowodewitschi-Friedhof in Sankt Petersburg beigesetzt, sein Grab ist aber nicht erhalten geblieben.

## Künstlerisches Werk
Alexander von Bilderling liebte das Zeichnen und die Aquarellmalerei. Er arbeitete an den Werken des Bildhauers Ivan Schroeder mit, insbesondere an folgenden Monumenten:
- Nachimow-Denkmal  in Sewastopol (zerstört)
- Todtleben-Denkmal in Sewastopol (zerstört)
- Przewalski-Denkmal im Alexander-Garten in St. Petersburg
- Grabmal für Przewalski
- Eine größere Anzahl nicht realisierter Projekte, einschließlich des Denkmales gegenüber der Kavallerie-Akademie „Lermontow Nikolajew“.

In der Eigenschaft als Organisator nahm er an der Errichtung des Denkmales „Alexander III“ in Moskau (zerstört) teil.

## Militärdienst
Alexander von Bilderling nahm am russisch-türkischen Krieg von 1877 bis 1878 und am Russisch-Japanischen Krieg von 1904 bis 1905 teil und kommandierte vom 12. Februar 1905 bis Mai 1905 die 3. Mandschurische Armee.

## Auszeichnungen
- Alexander-Newski-Orden mit Schwertern
- Orden des Heiligen Wladimir 1., 2., 3. und 4. Klasse
- Russischer Orden der Heiligen Anna 1. und 2. Klasse
- Sankt-Stanislaus-Orden  1., 2. und 3. Klasse
- Ehrenlegion – Großoffizier mit Stern
- Roter Adlerorden (Preußen) 1. Klasse
- Kronenorden (Preußen) 2. Klasse

## Lermontow-Museum
Dank der Bemühungen von Alexander von Bilderling öffnete im Dezember 1886 das Lermontow-Museum in Sankt Petersburg seine Pforten in den Räumen der Kavallerie-Akademie „Nikolaus“, in der Lermontow Schüler gewesen war.
Bilderling gelang es 705 Objekte zusammenzutragen, darunter Gemälde, Aquarelle, Zeichnungen und Schriften, sowohl aus seinem Besitz als auch aus dem Schriftverkehr mit dem Schriftsteller in der Zeit des Dienstes im Kaukasus.

## Trivia
General von Bilderling entwarf ein Modell für eine neue Infanterieuniform mit Helm (Pickelhaube), die jedoch von Zar Nikolaus II. als unästhetisch abgelehnt wurde.
Von Bilderling organisierte 1906 eine Expedition nach Zentralasien mit Baron Mannerheim, dem späteren Feldmarschall und Präsidenten der Republik Finnland. Mannerheim hatte zusammen mit Alexander von Bilderling an der Schlacht von Mukden teilgenommen und war sein ehemaliger Schüler an der Nikolaus-Kavallerie-Akademie.
Von Bilderling war der deutsche Cousin des Wissenschaftlers Michail Doliwo-Dobrowolski.